# Juan Legarreta
Juan Legarreta Ugarte (Irún, España; 17 de septiembre de 1897-Santiago, Chile; 22 de noviembre de 1978) fue un futbolista español nacionalizado chileno que jugaba de delantero centro.
Desarrollo la gran parte de su carrera en el Real Unión Club de España y en la Unión Española de Chile, llegando a ser capitán en ambos clubes.

## Trayectoria
Legarreta comenzó a practicar el fútbol a los 6 años, en el equipo del colegio de Nuestra Señora del Juncal de Irún, llegando a ser capitán.
Posteriormente pasó a formar parte del Irún Sporting Club, club donde además fue socio activo. Debutó a los dieciséis años en Primera División, defendiendo al Irún Sporting Club, su debut fue ante un equipo belga en dicho encuentro convirtió los tres tantos del triunfo por 3 a 0 de su equipo. Se mantuvo como titular en el Sporting hasta 1915, en ese año su equipo se fusionó con el Irún Racing Club, dando origen al Real Unión Club.
En la temporada 1917-1918 siendo jugador del Real Unión Club participó en el Campeonato Regional del Norte de España, quedando su escuadra en el segundo lugar tras él Athletic Club. Debido a la renuncia de los bilbaínos para asistir al certamen nacional, se le permitió al conjunto irunés participar en la Copa de Rey de 1918. Como capitán lideró a su equipo en la  Copa del Rey derrotando en el camino al Real Sporting de Gijón y al Real Club Fortuna de Vigo, para encontrarse en la final con el Madrid Football Club (actual Real Madrid) de Santiago Bernabéu, en dicho encuentro faltando cinco minutos para el final, Legarreta convirtió el gol que decreto el 2:0 con un remate desde mucha distancia, el balón ingreso en las redes tras haberse estrellado en la cara interna del larguero, con este resultado el Real Unión Club se coronó como campeón de la Copa del Rey de 1918.

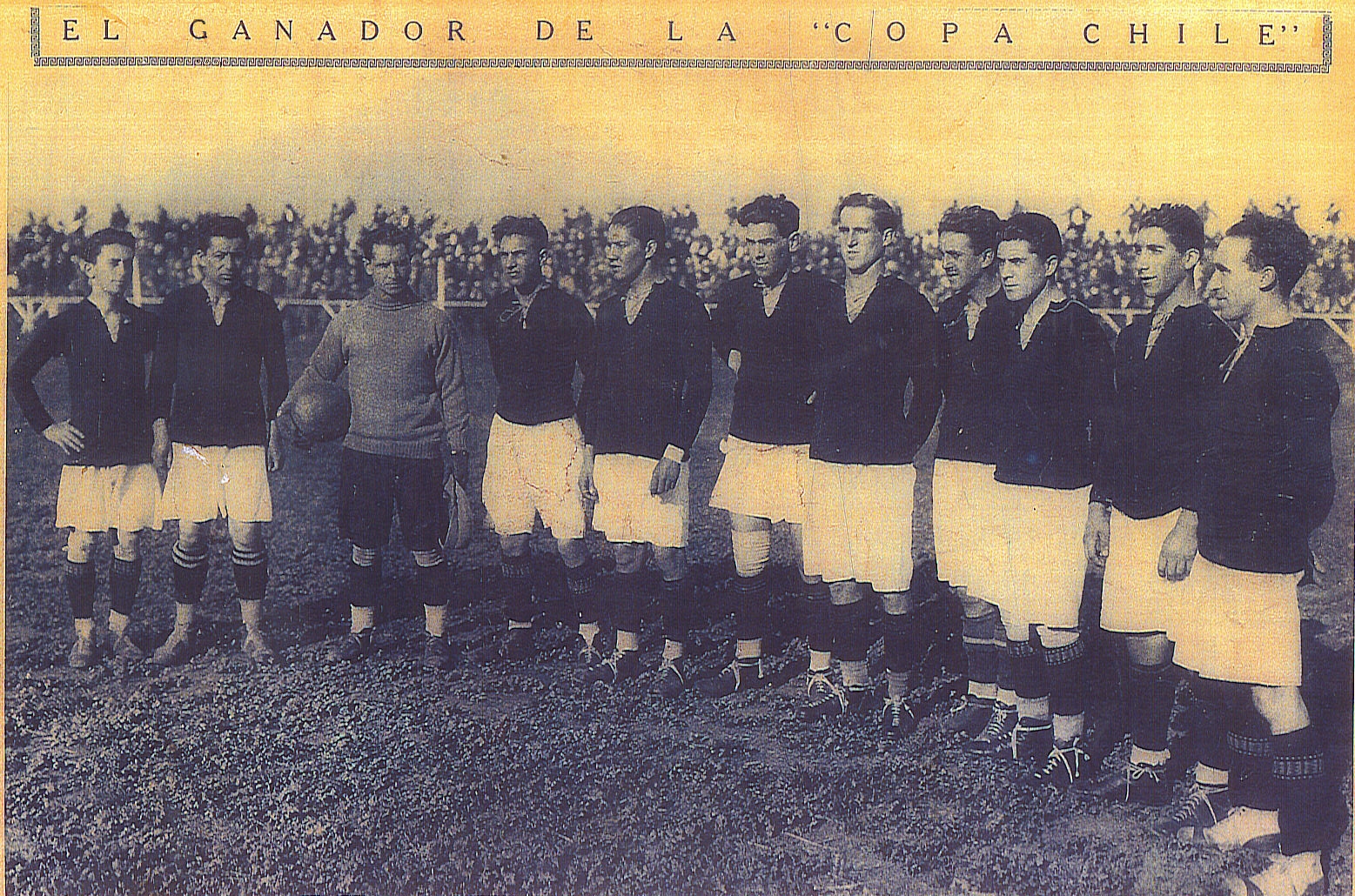
Plantel de la Unión Deportiva Española, campeón de la Copa Chile de 1925.

Juanito continuó siendo el capitán del equipo de su pueblo natal hasta comienzos del año 1920, cuando decidió viajar a Chile, en su despedida su club decidió homenajearlo con un reloj de oro. Tenía veintidós años de edad y ya había dado por terminada su carrera de futbolista, de hecho antes de viajar regaló toda su indumentaria e implementos deportivos.
En 1920 emigró a Santiago por motivos de negocios, aconsejado por sus padres y dado que su hermano José Legarreta (el cual vivía en Chile) lo había alentado para irse a trabajar a Santiago, a su llegada a la Estación Mapocho lo esperaba una delegación del club Ibérico Balompié con la clara intención de que el delantero se incorporara a sus filas. Juanito tenía la idea de no volver a jugar, sin embargo aceptó y se integró al plantel del Ibérico Balompié, con este club logró la Copa Chile 1920 de la Asociación de Fútbol de Santiago, coronándose una fecha antes del final.
Posteriormente, el Ibérico Balompié se fusionó con el Ciclista Ibérico para formar la Unión Deportiva Española. Juanito se convirtió en el capitán del equipo fusionado, con el equipo consiguió el Bicampeonato de la Copa Chile de la Asociación de Fútbol de Santiago (AFS) en  1924 y 1925, además de la Serie A de la Liga Central de Football en 1928, no pudiéndose jugar la fase final de los vencedores de todas las series por el terremoto de ese año. Juan Legarreta cumplió en 1928 una temporada descollante, anotando 16 tantos, siendo el mejor jugador de Santiago y uno de los más destacados jugadores del fútbol chileno.
Hizo su retiro como futbolista al final de la temporada 1929, donde se le realizó un homenaje en su honor. Luego continuó en la institución hispana como dirigente y presidente de Unión Española entre 1945 y 1949. Posteriormente se dedicó a la fabricación de calzado. En 1950 fue nombrado como uno de los primeros directores del Estadio Español de Santiago. Visitó su tierra natal, la ciudad de Irún en 1951. Además, fue presidente del Círculo Español de Santiago entre los años 1953 a 1957.
En 1958 fue condecorado por el Gobierno del Presidente Carlos Ibáñez del Campo con la “Orden al Mérito Bernardo O’Higgins” en el grado de Comendador (Revista Estadio N°790, del 18 de julio de 1958).
Legarreta falleció en Santiago, Chile el 22 de noviembre de 1978.

## Selección nacional
Fue internacional con la selección chilena durante el año 1921. Tuvo participación con el combinado patrio durante dos partidos oficiales.
A pesar de no haber nacido en territorio chileno pudo representar a la selección de Chile, debido a que pudo obtener la nacionalidad chilena. Fue nominado por el entrenador Juan Carlos Bertone para disputar dos partidos amistosos contra Argentina.
También representó en 1915 a la Selección Norte, que agrupó a los jugadores del País Vasco y Cantabria. Ganó con esta selección la primera edición de la Copa Príncipe de Asturias, disputó dos partidos y marcó el único gol del triunfo sobre Cataluña.

### Partidos internacionales
| 1     | 25 de septiembre de 1921 | Valparaíso Sporting Club, Viña del Mar, Chile | Chile      | 1-4 | Argentina | Amistoso |
| 2     | 2 de octubre de 1921     | Campos de Sports, Santiago, Chile             | Chile      | 1-1 | Argentina | Amistoso |
| Total |                          |                                               | Presencias | 2   |           |          |

## Clubes
| Club                     | País   | Año         |
| ------------------------ | ------ | ----------- |
| Irún Sporting Club       | España | 1913 - 1915 |
| Real Unión Club          | España | 1915 - 1919 |
| Ibérico Balompié         | Chile  | 1920 - 1922 |
| Unión Deportiva Española | Chile  | 1922 - 1929 |

## Palmarés

### Torneos nacionales
| Título       | Club            | País   | Año  |
| ------------ | --------------- | ------ | ---- |
| Copa del Rey | Real Unión Club | España | 1918 |

### Torneos locales
| Título                                 | Club                     | País  | Año  |
| -------------------------------------- | ------------------------ | ----- | ---- |
| Copa Chile                             | Ibérico Balompié         | Chile | 1920 |
| Copa Unión                             | Ibérico Balompié         | Chile | 1920 |
| Copa Chile                             | Unión Deportiva Española | Chile | 1924 |
| Copa Chile                             | Unión Deportiva Española | Chile | 1925 |
| Campeonato de Apertura                 | Unión Deportiva Española | Chile | 1925 |
| Serie A de la Liga Central de Football | Unión Deportiva Española | Chile | 1928 |

### Torneos internacionales
| Título                        | Club(*)         | Sede   | Año  |
| ----------------------------- | --------------- | ------ | ---- |
| Copa del Príncipe de Asturias | Selección Norte | Madrid | 1915 |

(*)Incluyendo la selección